# Баранівська волость (Новоград-Волинський повіт)
Баранівська волость — історична адміністративно-територіальна одиниця Новоград-Волинського повіту Волинської губернії Російської імперії. Волосний центр — містечко Баранівка.
Станом на 1885 рік складалася з 29 поселень, 14 сільських громад. Населення — 8809 особа (4412 чоловічої статі та 4397 — жіночої), 508 дворових господарств.
|                     | Площа, десятин | У тому числі орної, дес. |
| ------------------- | -------------- | ------------------------ |
| Сільських громад    | 4792           | 3270                     |
| Приватної власності | 17141          | 3475                     |
| Казенної власності  | —              | —                        |
| Іншої власності     | 124            | 65                       |
| Загалом             | 22057          | 6810                     |

Основні поселення волості:
- Баранівка — колишнє власницьке містечко на річці Случ, 1250 осіб, 158 дворів, волосне управління (повітове місто — 35 верст; православних церков , католицька каплиця, єврейських молитовних будинків — 2, школа, водяних млинів — 2, порцелянова фабрика. За 4 і 5 верст — смоляні заводи. За 10 верст — смоляний і цегляний завод. За 10 верст — чиншове село Гліксталь (Бубно).
- Глибочок — колишнє власницьке село при р. Хомора, 337 осіб, 38 дворів.
- Жабориця — колишнє власницьке село при р. Случ, 500 осіб, 48 дворів, православна церква, постоялий будинок, водяний млин.
- Погорила — колишнє власницьке село при струмку Кашперівка, 26 осіб, 7 дворів, скляний завод.
- Ульха — колишнє власницьке село при р. Случ, 490 осіб, 38 дворів, православна церква, постоялий будинок, водяний млин, смоляний завод.